# Zachäus (Jerusalem)
Zachäus (auch: Zacharias) († 116? in Jerusalem) war ein früher Bischof von Jerusalem und Heiliger.
Zachäus wurde um das Jahr 111 Nachfolger des Justus I. als Bischof von Jerusalem. Über ihn ist nichts Näheres bekannt. Sein Nachfolger wurde Tobias.
Zachäus wird als Heiliger verehrt. Sein Gedenktag ist der 23. August.